# Тиньха
Тиньха (вьет. Tịnh Hà) — община в уезде Шонтинь провинции Куангнгай во Вьетнаме .
Община Тиньха имеет площадь 19,35 км², население в 1999 году составляло 16683 человека, плотность населения составляла 862 человека/км².

## Инфраструктура
Через общину Тиньха проходят шоссе 24B и оросительный канал B6.
Хозяйства, находящиеся близ реки Чакхук страдают от оползней и наводнений. Для защиты общин Тиньха и Тиньшон на 2022—2023 года запланировано строительство 4,5-километровой дамбы стоимостью 200 млрд донгов.